# Cikendung
Cikendung is een bestuurslaag in het regentschap Pemalang van de provincie Midden-Java, Indonesië. Cikendung telt 4952 inwoners (volkstelling 2010).